# George P. Smith
George Pearson Smith, född 10 mars 1941 i Norwalk i Connecticut, är en amerikansk biokemist som erhöll Nobelpriset i kemi 2018. Han är professor emeritus i biologi vid University of Missouri i Columbia, Missouri.

## Karriär
Smith avlade kandidatexamen i biologi vid Haverford College, var gymnasielärare och laboratorietekniker ett år, och doktorerade sedan i bakteriologi och immunologi vid Harvard University 1971. Han var forskarassistent vid University of Wisconsin (tillsammans med Oliver Smithies som erhöll Nobelpriset 2007) innan han flyttade till Columbia, Missouri och började vid fakulteten vid University of Missouri år 1975. Under ett sabbatsår från Missouri, som tillbringades i Duke Universitys Durham laboratorium, 1983–1984, påbörjades arbetet för vilket Smith sedan erhöll Nobelpriset.
Han är mest känd för fagdisplay, en laboratorie-teknik som ådagalägger en bakteriofags proteiner på utsidan av dess skal genom att artificiellt injicera en specifik sekvens av protein  i proteinskals-genen. Smith beskrev tekniken för första gången år 1985,, och senare användes den av stipendie-kollegan Gregory P. Winter för att utveckla antikroppar som kan riktas mot specifika celler, vilket ledde till utvecklingen av nya läkemedel för behandling av cancer och autoimmuna tillstånd. Tillsammans erhöll de, 2018, hälften av Nobelpriset i kemi, den andra halvan av priset tilldelades Frances Arnold.